# بلتاون (ایلینوی)
بلتاون (به انگلیسی: Belltown) یک منطقهٔ مسکونی در ایالات متحده آمریکا است که در ایلینوی واقع شده‌است.